# Således skete det
|  | Denne artikel er oprettet af botten PalnaBot ud fra en ekstern database. Den kan derfor have sproglige fejl eller mangler. Denne skabelon kan fjernes efter kontrol af indholdet. |

Således skete det er en kortfilm instrueret af Tea Lindeburg efter manuskript af Tea Lindeburg.

## Handling
Marie og hendes mor bor alene i et mørkt hus på landet. Marie bærer på en stor hemmelighed og da moderen opdager det, er Marie tvunget til at tage et valg. Mellem tro og arv.